# رامو (مسلسل)
رامو (بالتركية: Ramo)‏؛ مسلسل تلفزيوني درامي وأكشن تركي بدأ عرضه في 14 يناير عام 2020 على قناة شو تي في من بطولة مراد يلديريم وإسراء بيلجيتش وايلكر اكسوم وإيغيت أوزينير. انتهى المسلسل عند الحلقة 40 في 16 أبريل 2021

## القصة
يعيش رامو وعائلته في حي مليء بالمشاكل في أضنة. رامو ذلك الرجل الشجاع الشهم، يقرر إنهاء هذا الظلم مهما كلفه من ثمن لكي تحظى عائلته بالمعاملة الأنسب التي تستحقها، ينوي رامو التمرد على العائلة التي يعملون لصالحها لكن مجلس عائلته لا يسمحون له بذلك، إلا أنّ رامو يتحرك بالرغم من عائلته ويشعل أول فتيل لنار التمرد. بينما يتقدم رامو نحو هدفه خطوة بخطوة، يرتكب صديقه المقرب بوز خطأ يقلب كل خططه رأسًا على عقب. وبسبب الخطأ الذي ارتكبه صديقه العزيز سيواجه رامو أصعب قرار في حياته،
هل سيتخلى رامو عن حبه الكبير؟ .

## الممثلين والشخصيات

### الشخصيات الرئيسية
- رامو (مراد يلديريم): إنه شجاع شجاع انتظر لسنوات انتقام والده ويحاول الوصول إلى أهدافه ليصبح الأكبر في أضنة.
- سيبال (إسراء بيلجيتش): المرأة التي تقع في حب رامو لكنها عالقة بين حبها والانتقام بسبب عداء العائلات.
- حسن (إيلكر أكسوم): شقيق رامو الأكبر.
- مظهر (محمد يلماز أك): شقيق اهسان وابن ملك إسطنبول السابق أحمد أصلان
- نهير (ديفريم أوزكان): ابنة جيهانغير.
- دوغو (مصطفى يلدران): ابن كوكسال.
- صباحات (سقيد تاشنير): والدة رامو.
- آفت (أفساني اوداج): زوجة حسن.

### الشخصيات المساعدة
- نيرمان (ليلى قادر إلهان): والدة دوغان وشاهين وزوجة عم رامو.
- دوغان (فولكان يوسونلو): ابن عم رامو البكر.
- شاهين (جور جيجيك أوغلو): ابن عم رامو الأصغر.
- عرب: رجل رامو من أضنا.
- حشمت (يونس إمري ترزيوغلو): رجل رامو.
- جودت (Gökmen Kasabalı): رجل فدائي من صراف الذي ساعد رامو من المخاطر.
- غوري (بوراك): اليد اليمنى الجديدة للشرق، رجل دوغو سابق ورجل جيهانغير.

### الشخصيات المنتهية
- جيهانغير (أولجون شيمشك): القاتل الحقيقي لوالد رامو ورجل الأعمال الذي يدير جميع الأعمال القذرة في إسطنبول.
- اهسان (بيلين كورموكسو): زوجة جيهانغير.
- يافوز (يغيت أوزشينير): مساعد الرئيس جيهانغير الكبير. مؤيد سري لرامو.
- شيلينقير
- فيدان (عمة رامو)
- نيفزات: سائق يافوز
- كورشات
- وهاب
- كيربي (محمد سايت إرجنتش): رجل رامو.
- تانار (ابن جيهانغير)
- ألباي (رجل من المافيا)
- فاتوش (أخت رامو وحبيبه نيجو )
- بوز (صديق رامو وحبيب السابق لفاتوش )
- سليمان (جد سيبال ونيجو)
- نيجو (أخو سيبال وحبيب فاتوش)
- خلف
- نسليهان (والدة سيبال ونيجو)
- إسماعيل (عم رامو)
- جينكيز (والد سيبال ونيجو)

## الحلقات
| رقم الموسم | عدد الحلقات | تاريخ بداية البث تركيا | تاريخ نهاية البث | القناة   |
| ---------- | ----------- | ---------------------- | ---------------- | -------- |
| 01         | 11          | 14 يناير 2020          | 24 مارس 2020     | شو تي في |
| 02         | 29          | 18 سبتمبر 2020         | 16 أبريل 2021    | شو تي في |

## روابط خارجية
- رامو على موقع IMDb (الإنجليزية)
- رامو على موقع كينوبويسك (الروسية)
- رامو على موقع قاعدة بيانات الفيلم (الإنجليزية)